# Balzer Motor Carriage Company
Balzer Motor Carriage Company war ein US-amerikanischer Hersteller von Automobilen.

## Unternehmensgeschichte
Stephen M. Balzer aus Bronx im US-Bundesstaat New York stellte ab 1894 Kraftfahrzeuge her. Bis 1897 hatte er drei Fahrzeuge fertiggestellt. Er kündigte an, bis zum Frühling 1898 100 weitere Fahrzeuge herzustellen. Dazu gründete er 1898 das Unternehmen in der gleichen Stadt. Der Markenname lautete Balzer. 1900 endete die Produktion. Insgesamt entstanden wesentlich weniger als die angekündigten 100 Fahrzeuge. Eines existiert noch.

## Fahrzeuge
Das Ungewöhnliche waren die Umlaufmotoren. Es waren Dreizylindermotoren. Der erste Prototyp von 1894 wird als Voiturette bezeichnet. Es war kürzer als 188 cm und etwa 94 cm breit. Die vorderen Räder waren 17 Zoll groß und die hinteren 26 Zoll. Der Motor leistete 10 PS, war im Heck montiert und trieb über ein Dreiganggetriebe ein Hinterrad an. Gelenkt wurde mit einem Lenkhebel. Die Karosserie war völlig offen und hatte eine Sitzbank. Dieses Fahrzeug steht in der Smithsonian Institution.
Die folgenden Fahrzeugen waren ähnlich, hatten aber etwas mehr Karosserie.